# Vyshyvanka
La vyshyvanka (que significa Bordado - del ucraniano  вишива́нка ó  виши́ванка) o también conocida como sorochka (camisa del ucraniano сорочка) es la prenda de vestir tradicional de Ucrania.  
No se sabe cuándo se empezó a utilizar, pero existen registros de los escitas, una de las tribus antiguas, habitantes de la región, que ya vestían este tipo de ropa. Antes se la conocía como “camisa rutena”.

## Historia

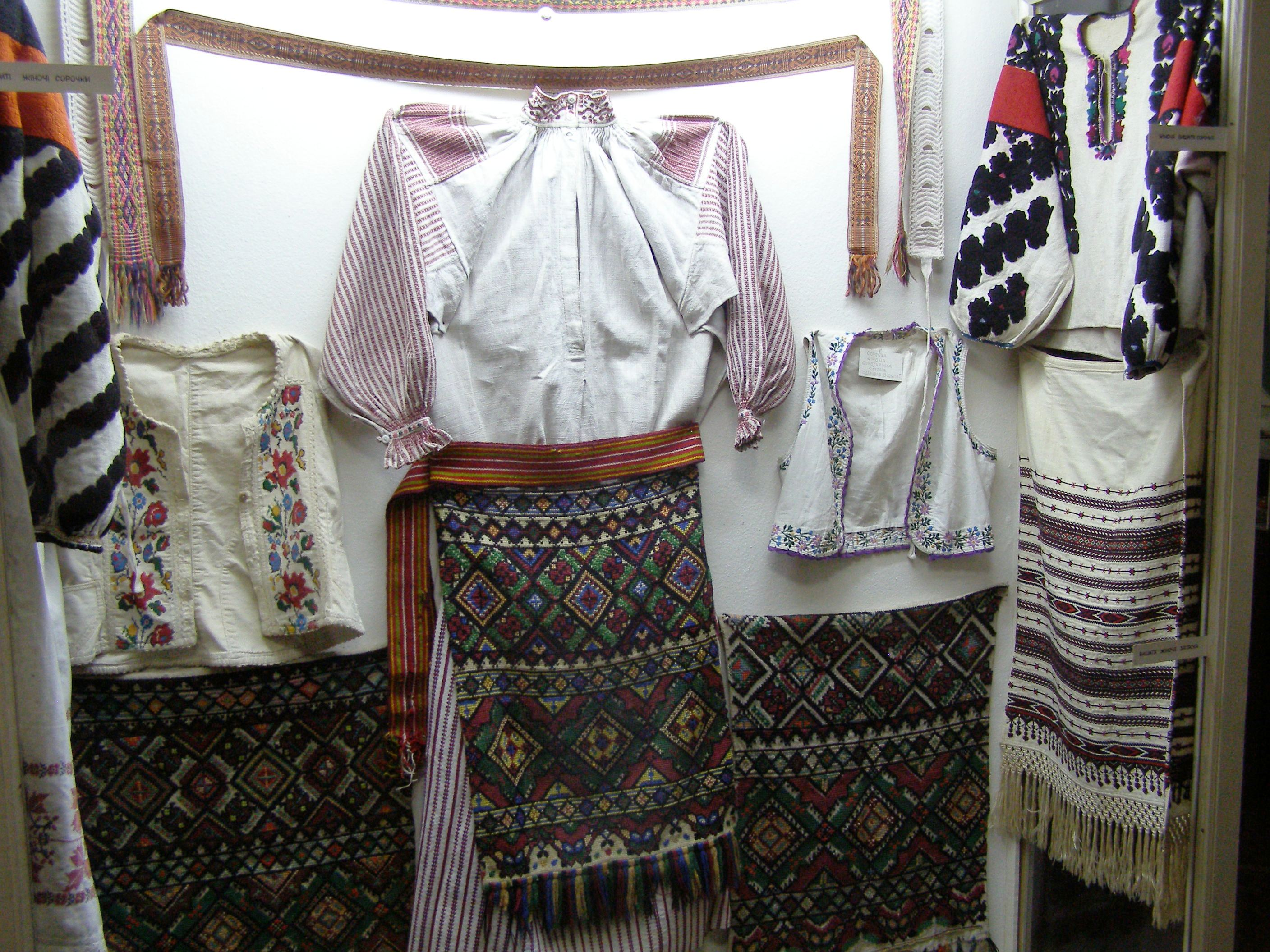
Vyshyvanka de Berezhany.

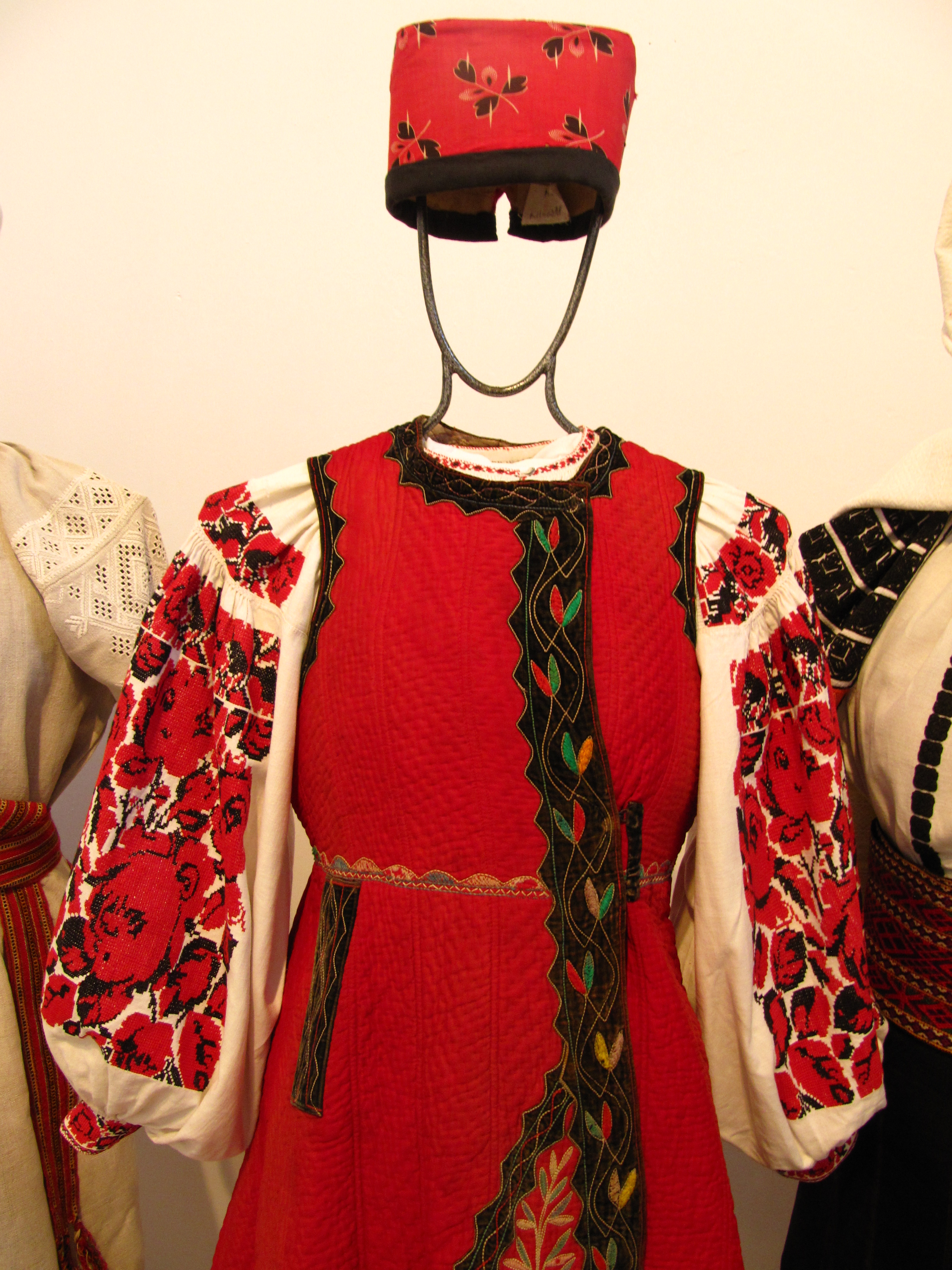
Museo Iván Honchar de la vyshyvanka.

El Pavo Real es un motivo importante en las vyshyvankas.

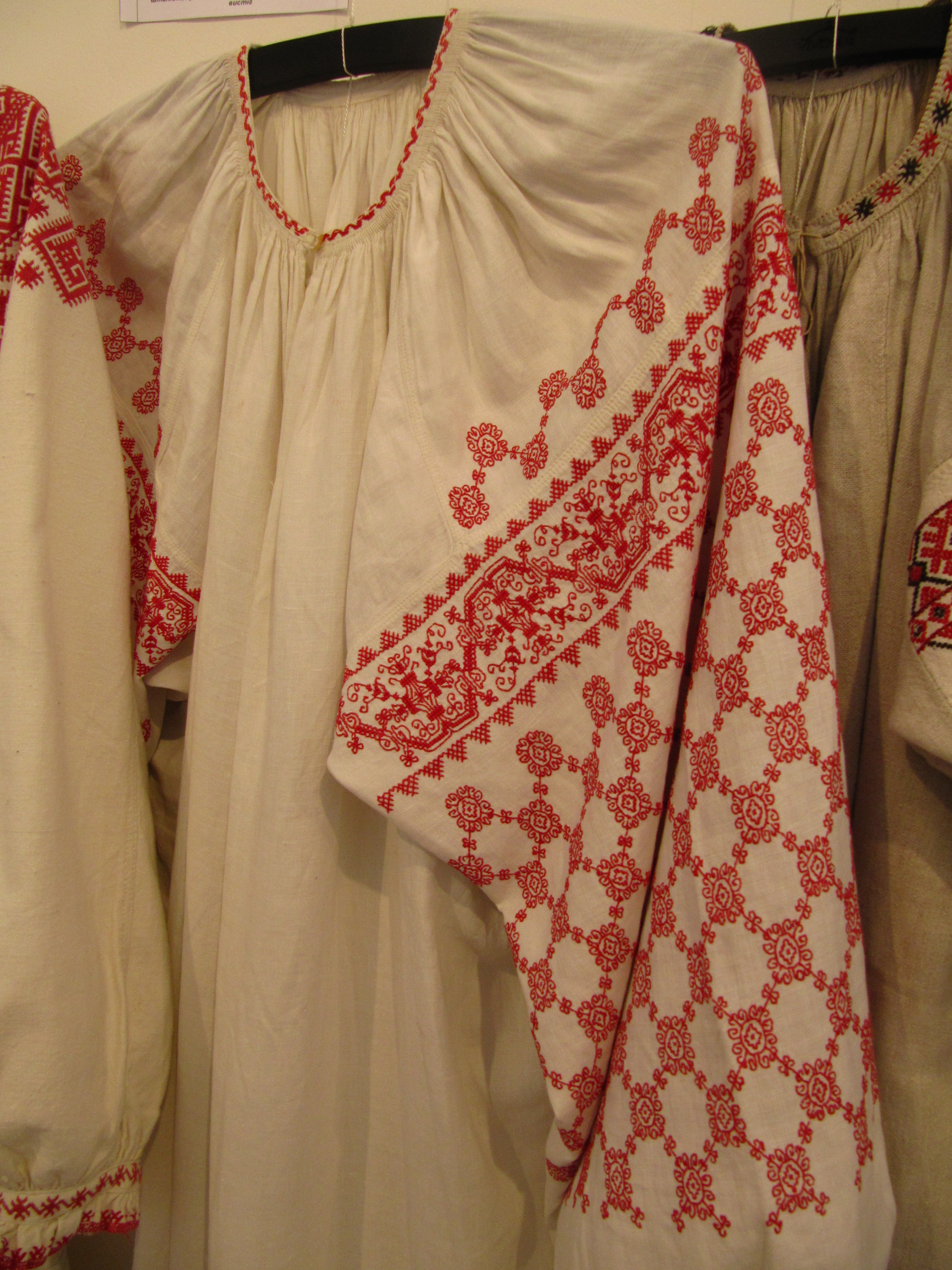
Museo Iván Honchar de la vyshyvanka.

La vyshyvanka y el arco iris de colores. Motivos florales

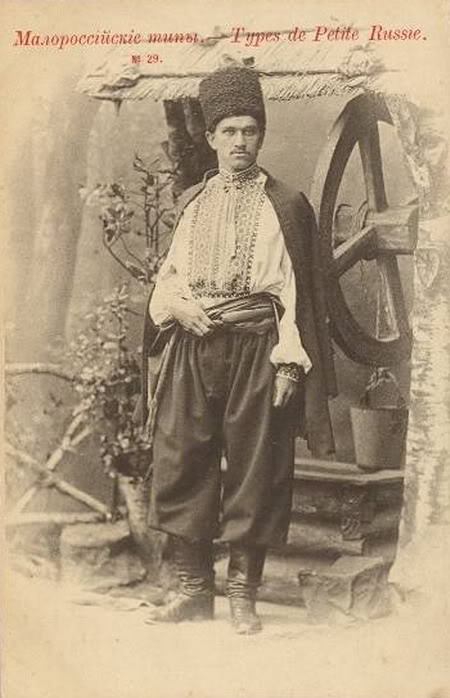
Ucraniano, principios del

El gallo en la vyshyvanka

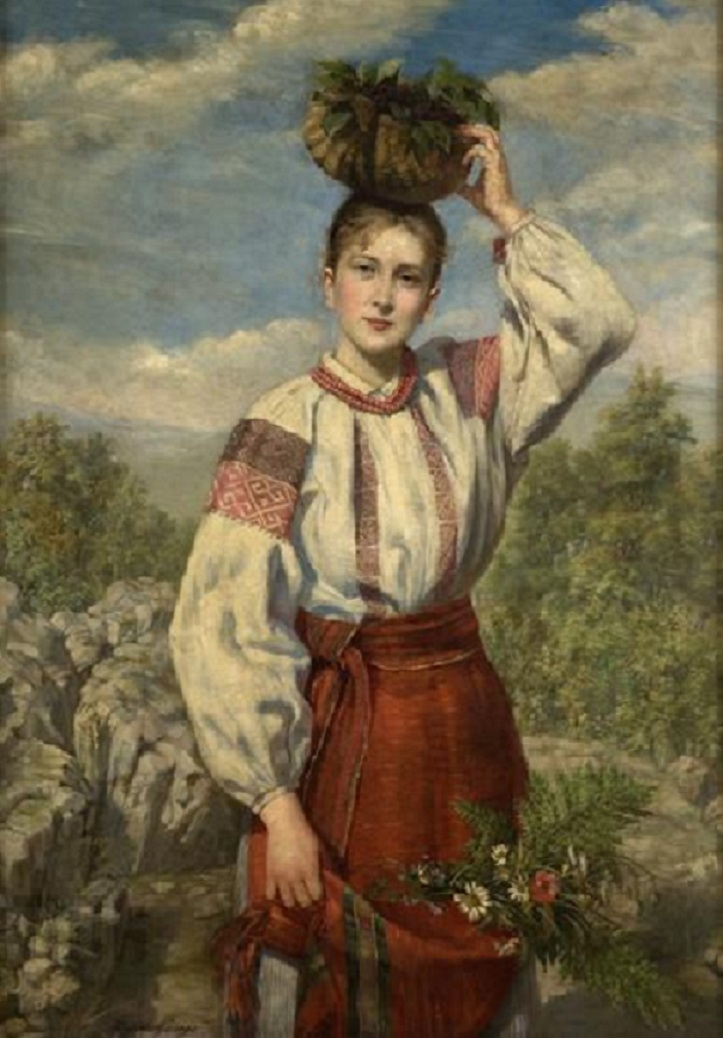
Ucraniana por Antonina Maievska, 1893. Vyshyvanka de Podolia.

Se conservan figuras de los escitas en los que el personaje de la escultura lleva puesta una vestimenta muy similar a la camisa tradicional ucraniana.
La sorochka en su forma original más simple, data del año 6000 al 3000 antes de Cristo, y era meramente una pieza cilíndrica de lino con una abertura para la cabeza, que llegaba hasta la altura de las rodillas en regiones occidentales de Ucrania, y más corta en el centro y este. 
Con el tiempo, se le fueron agregando ornamentos de colores, comenzando con el color negro; los motivos no eran al azar, sino diseñados a propósito para proteger a quien la vestía, de espíritus impuros, malignos, y poderes externos. Además poseía motivos específicos que simbolizaban la tierra, fertilidad, naturaleza, cuerpos celestiales y a los ancestros. 
Se cuenta con relatos árabes, también,  del siglo X, en los que se menciona y se describe dicha ropa. Heródoto la describe en varias de sus obras. 

### SiglosXIXyXX
En el mes de la muerte de Stalin, marzo de 1953, se establecieron fábricas en serie de camisas ucranianas, y se introdujeron tres tipos de camisas, sobre todo para uso masculino: una llevaba bordados desde el cuello, con un solo color o la combinación de tres tonalidades del mismo; la segunda era la “Hutsulka” con motivos geométricos multicolor, siendo el rojo el preferido; y la tercera era la “chumachka”, con “Ucrania” bordada en el pecho y el cuello de baja resistencia.
Pero luego, en las décadas de 1950 y 60, aparece a la cabeza de la URSS, Nikita Jruschov  entre 1953 y 1964, siempre vistiendo camisas ucranianas, y aparecía en público con alguna de ellas, lo que imitaron otros funcionarios, y se puso de moda la vyshyvanka como ropa de negocios. Sobre todo la Hutsulka, la vysyvanka de los hutsules.
Luego disminuyó otra vez su uso, pero  en 1990, tras la declaración de Independencia de Ucrania y la posterior disolución de la URSS, muchas personalidades del país la comenzaron a usar, inspirando una nueva moda y uso generalizado. El Día de la Vushyvanka de celebra en Ucrania el 19 de mayo.

## Bordados de diferentes regiones

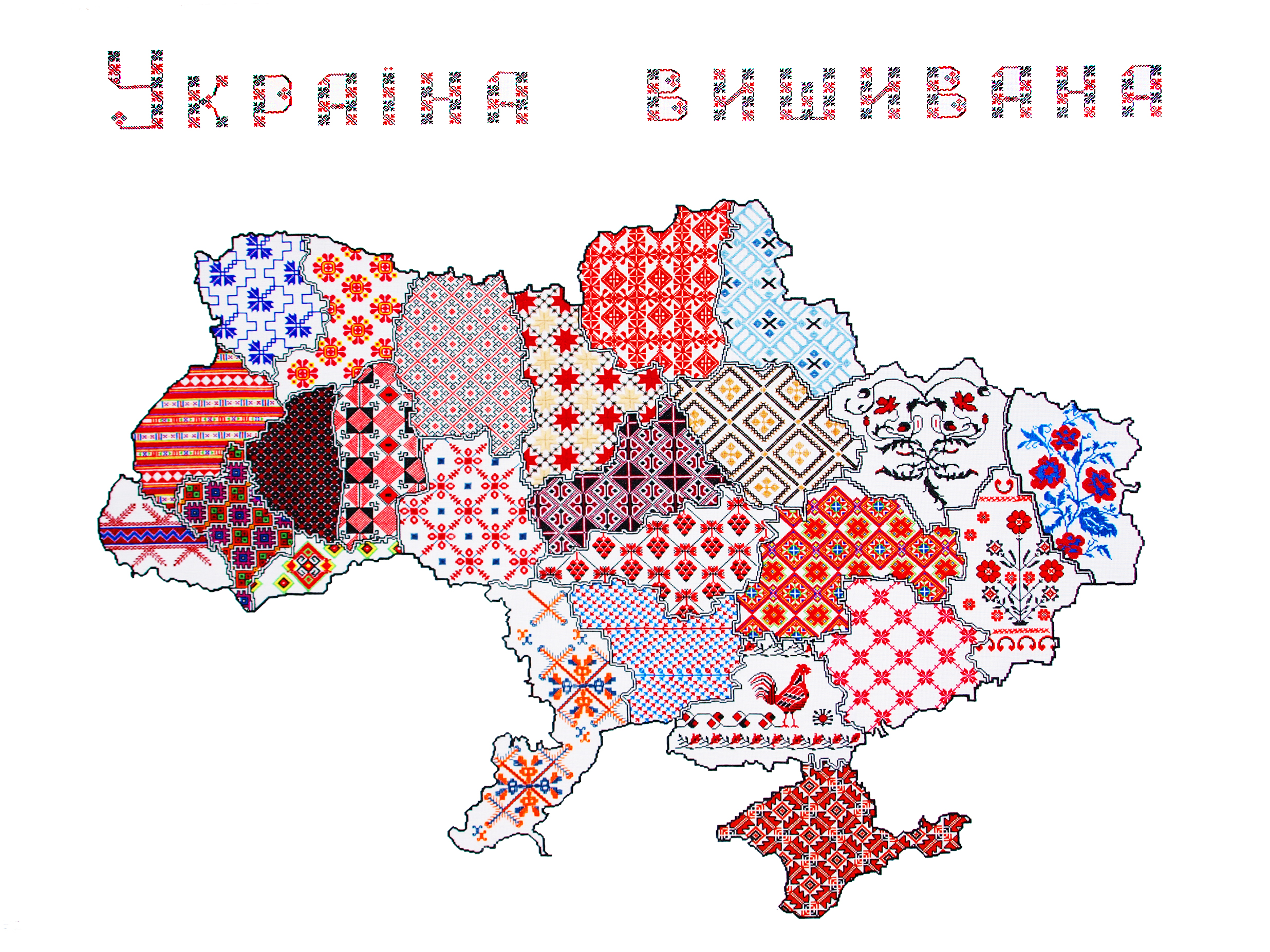
Mapa de bordados de Ucrania.

Ucrania se subdivide en oblasts que a su vez se dividen en raiones. Cada óblast cuenta con un patrón único y distinto de Vyshyvanka, aunque en ciudades grandes como Lviv o la capital, Kiev, la cantidad de variantes es enorme.

## Simbolismo
Para alguien ajeno a la cultura ucraniana, la sorochka es simplemente una prenda de vestir muy bella. Pero para un nativo o conocedor de dicho folclore, vestir la vyshyvanka es un suceso especial, emocional y espiritual. Significa todo; todo lo bueno. Simboliza amor, bienestar, salud, familia, decencia, festividad, belleza, tradición, y patrotismo. 
- Los diamantes son un antiguo símbolo del sol, la fertilidad y femineidad, para atraer la buena suerte y la prosperidad.
- Las líneas onduladas' simbolizan el agua, la fuerza que da la vida, mientras que las Lineas horizontales rectas representan la tierra, la fertilidad.
- Un círculo concéntrico muestra el sol, que junto con una cruz equilátera elimina el mal; y la purificación espiritual es representada por el fuego.

Los motivos vegetales y animales también son muy comunes: 
- Las hojas de Roble representan el poder y la fuerza.
- La Kalinka (viburnum) muy utilizada en la cultura eslava, es un símbolo de belleza.
- La Amapola, la fertilidad y la alegría y bienestar familiar.
- Las rosas el amor y la juventud.
- Y el bígaro, o Vinca, también recurrente en canciones y poemas, expresa lealtad y vida eterna.
- Palomas, gallos, caballos, y también el Pavo Real, protegen al hombre de las fuerzas del mal.
- Las golondrinas siempre son buenas mensajeras; traen buenas noticias de tierras lejanas.

Y los colores indican también:
- Rojo – amor, lucha, luz y protección.
- Negro – tristeza, protección contra el mal, respeto por los muertos.
- Azul – el cielo, el aire, el mundo de los espíritus.
- Amarillo – buenas cosechas, la luna, las estrellas.
- Café – la fertilidad de la tierra
- Verde – primavera, renovación y vida.[8]